# 군마현
군마현(일본어: 群馬県)은 일본 간토 지방 북서부에 있는 현이며, 현청 소재지는 마에바시시이다.

## 개요
고대 군마 지방은 새로 이주한 대륙 민족들을 위한 말 사육과 무역 활동의 중심지였다. 말과 말타클의 유적은 본토에서 대규모 이주가 도래한 시기와 일치한다. 이때부터 말은 일본군의 기동훈련에서 중요한 부분이 되었고, 야요이족의 전통인 도보 싸움을 빠르게 대체하였다.
6세기 후반에 하루나산이 분화했을 때 일본은 역사 이전 단계에 있었다. 1994년 군마현 고고학부는 화산재에 묻힌 유적의 분화 연대를 동물인류학을 통해 측정할 수 있었다.
과거 군마현은 도치기현과 함께 게노국으로 불렸다. 이후 고즈케국(상부의 겐우, 군마)과 시모쓰케국(하부의 겐우, 도치기)으로 나뉘었다. 이 지역은 때때로 조모라고 불리기도 했다. 대부분의 일본 역사에서 군마는 고즈케국으로 알려져 있었다.
서양과 일본의 접촉 초기, 특히 에도 시대 말기에는 외국인들에 의해 "주후국"으로 불렸다. 도쿠가와 가신들과 도쿠가와 가문의 상징은 공공 건물, 절, 신사 등에서 널리 볼 수 있다.
최초의 현대식 비단 공장은 1870년대에 이탈리아와 프랑스의 도움으로 안나카에 지어졌다.
메이지 시대 초기에 1884년의 군마 사건이라고 불리는 이상적인 민주적 서구화자들과 보수적인 프로이센식 민족주의자들 사이의 피비린내 나는 싸움이 군마현과 이웃한 나가노현에서 일어났다. 현대 일본군은 일본에서 만들어진 새로운 반복 소총으로 농부들을 사살했다. 군마의 농부들은 무라타 소총의 첫 번째 희생자로 알려졌다.
20세기에는 군마현 오이즈미시의 선구자 나카지마 지쿠시가 나카지마 항공기 회사를 설립했다. 처음에는 외국 디자인의 허가 모델을 주로 생산했지만 1931년 전일본제 나카지마 91 전투기를 시작으로 군마현 오타시에 본사를 둔 항공 설계 및 제조 분야의 세계적인 리더가 되었다. 스바루 공장은 현재 스바루 자동차와 기타 제품들을 스바루후지 중공업이라는 이름으로 생산하고 있다.
후쿠다 다케오, 나카소네 야스히로, 오부치 게이조, 후쿠다 야스오 등 4명의 현대 총리가 군마현 출신이다.

## 역사
고대에는 현재의 도치기현과 함께 게노국(毛野国)을 형성했다가 이를 교토에서 가까운 순으로 고즈케국(上野国), 시모쓰케국(下野国)으로 나누었다. 현재의 군마현은 고즈케국에 해당되며, 그 두 문자를 따서 조슈(上州), 또한 조모(上毛)라고 불리는 경우가 많다.
에도 시대 후기에 일본인들과 서양인들이 접촉하기 시작했을 때 외국인들에게 '조슈국'으로 불렸고 도쿠가와 막부의 가신들과 일족들의 상징을 공공 건물과 절, 신사에서 널리 찾아볼 수 있다.
메이지 시대 초기인 1876년에 현재의 군마현이 형성되었다. 1884년에 서양의 이상적인 민주주의자들과 보수적인 프로이센식 민족주의자들이 유혈 충돌한 군마 사건이 군마현과 이웃한 나가노현에서 발생했다.
1982년 11월에 조에쓰 신칸센 1차 구간인 오미야역~니가타역 구간이 개통하였다. 1997년에는 나가노 신칸센의 다카사키역~나가노역 구간이 개통하였다.

## 지리
일본의 8개 내륙현 중 하나인 군마현은 간토평야의 북서단에 있다. 인구가 집중된 중앙부와 남동부를 제외하고는 대부분이 산지이다. 북쪽에는 니가타현과 후쿠시마현, 동쪽에는 도치기현, 서쪽에는 나가노현, 남쪽에는 사이타마현이 놓여있다.
군마현의 주요 산들로는 아카기산, 하루나산, 묘기산, 닛코-시라네산, 아사마산 등이 있고 나가노현과의 경계에 있다. 이중 아카산, 하루나산, 묘기산은 '조모의 3대산'으로 알려져 있다.
그리고 일본에서 지평선을 볼 수 있는 가장 깊은 내륙에 위치해 있다.(도쿄만에서 북북서쪽으로 약 120km 떨어져 있음)

## 행정 구역

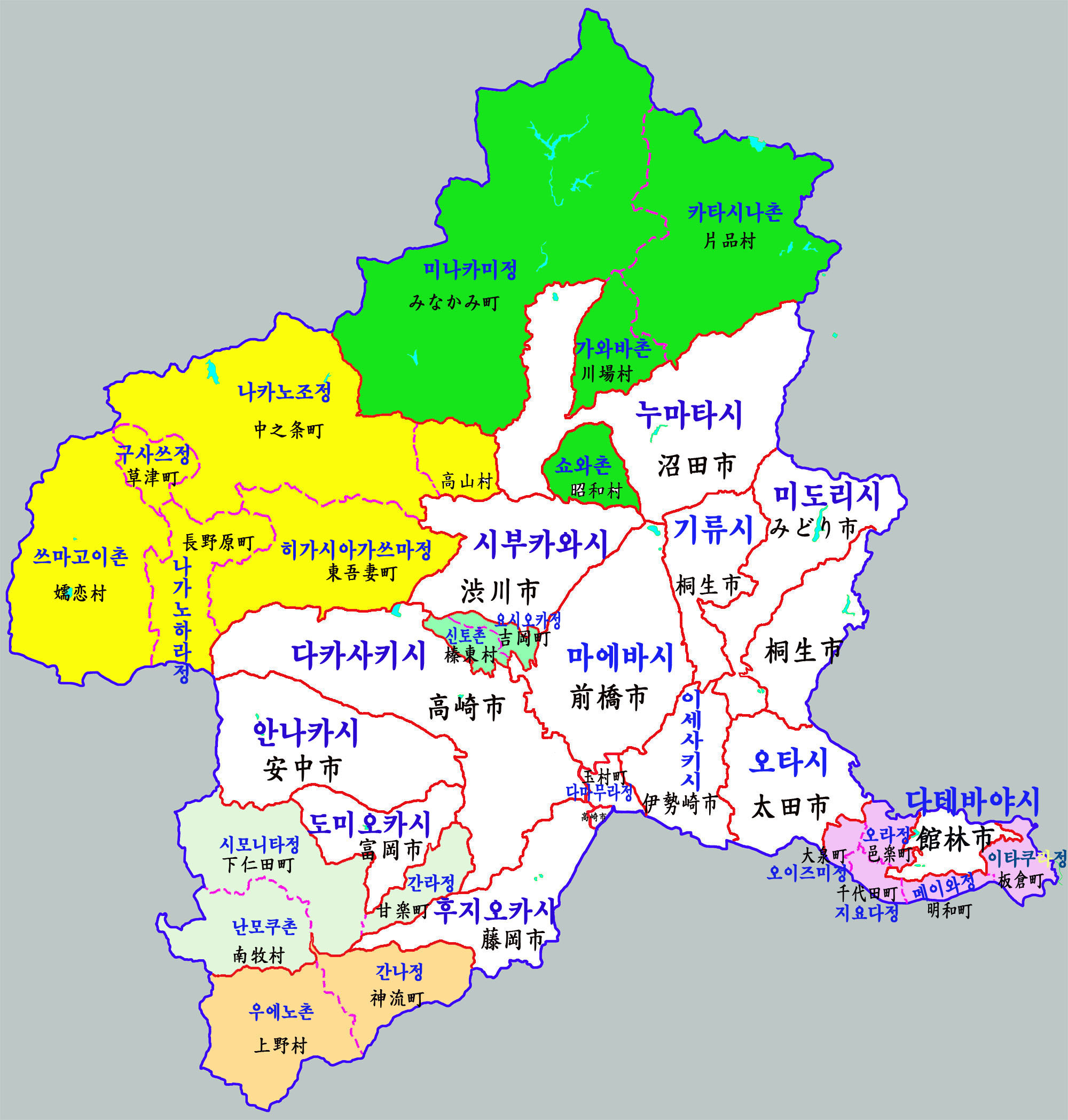
군마현 지도

군마현에서는 별명인 "조모"(上毛)의 "毛"(모)자에 방위를 붙인 "주모(中毛) 지구", "도모(東毛) 지구", "세이모(西毛) 지구", "호쿠모(北毛) 지구"라는 지역 구분을 사용한다.
| - 누마타시(沼田市) - 시부카와시(渋川市) - 기타군마군(北群馬郡) - 신토촌(榛東村) - 요시오카정(吉岡町) - 아가쓰마군(吾妻郡) - 나카노조정(中之条町) - 나가노하라정(長野原町) - 쓰마고이촌(嬬恋村) - 구사쓰정(草津町) - 다카야마촌(高山村) - 히가시아가쓰마정(東吾妻町) - 도네군(利根郡) - 가타시나촌(片品村) - 가와바촌(川場村) - 쇼와촌(昭和村) - 미나카미정(みなかみ町) - 다카사키시(高崎市) - 중핵시 - 후지오카시(藤岡市) - 도미오카시(富岡市) - 안나카시(安中市) - 다노군(多野郡) - 우에노촌(上野村) - 간나정(神流町) - 간라군(甘楽郡) - 시모니타정(下仁田町) - 난모쿠촌(南牧村) - 간라정(甘楽町) | - 마에바시시(前橋市) - 현청 소재지, 중핵시 - 이세사키시(伊勢崎市) - 사와군(佐波郡) - 다마무라정(玉村町) - 기류시(桐生市) - 오타시(太田市) - 다테바야시시(館林市) - 미도리시(みどり市) - 오라군(邑楽郡) - 이타쿠라정(板倉町) - 메이와정(明和町) - 지요다정(千代田町) - 오이즈미정(大泉町) - 오라정(邑楽町) |

## 인구
|                                            | |
| 군마현의 전국의 연령별 인구 분포（2005년） | 군마현의 연령·남녀별 인구 분포（2005년）                                                                               |
| ■자주색 ― 군마현 ■녹색 ― 일본전국          | ■파랑색 ― 남자 ■빨간색 ― 여자                                                                                          |
| · 군마현의 인구추이                        | |
| 일본 총무성 통계국 국세조사 결과           | |
|                                            | 기술적 문제로 인해 그래프를 일시적으로 사용할 수 없습니다. 파브리케이터와 미디어위키 위키에 더 자세한 정보가 있습니다. |

## 경제
군마현의 현대 산업으로는 수송 장비와 전기 설비가 있고 마에바시시 주변과 도쿄와 인접한 동부 지방에 집중되어 있다. 더 전통적인 산업으로는 양잠업과 농업이 있다. 군마현의 주요 농산품으로는 양배추와 곤약이 있다. 군마현은 일본 곤약의 90%를 생산하고 쓰마고이촌의 농가의 3분의 2는 양배추 농사를 짓는다. 또한 오타시는 자동차 산업으로 유명하고 스바루의 공장이 있다.

## 교통

### 철도
- 동일본 여객철도
  - 조에쓰 신칸센
  - 호쿠리쿠 신칸센
  - 다카사키선
  - 신에쓰 본선
  - 조에쓰선
  - 아가쓰마선
  - 료모선
  - 하치코선

- 조신 전철
  - 조신선

- 조모 전기 철도
  - 조모선

- 도부 철도
  - 이세사키선
  - 닛코선
  - 기류선
  - 사노선
  - 고이즈미선

- 와타라세 계곡 철도
  - 와타라세 계곡선

### 도로
- 고속도로
  - 도호쿠 자동차도
  - 간에쓰 자동차도
  - 조신에쓰 자동차도
  - 기타칸토 자동차도(일본어판)

- 국도
  - 국도 제17호선
  - 국도 제18호선
  - 국도 제50호선
  - 국도 제120호선
  - 국도 제122호선 (일본)(일본어판)
  - 국도 제144호선
  - 국도 제145호선
  - 국도 제146호선 (일본)(일본어판)
  - 국도 제254호선 (일본)(일본어판)
  - 국도 제291호선 (일본)(일본어판)
  - 국도 제292호선 (일본)(일본어판)
  - 국도 제353호선 (일본)(일본어판)
  - 국도 제354호선 (일본)(일본어판)
  - 국도 제405호선 (일본)(일본어판)
  - 국도 제406호선 (일본)(일본어판)
  - 국도 제407호선 (일본)(일본어판)
  - 국도 제462호선 (일본)(일본어판)

## 군마현을 배경으로 한 작품

### 만화
- 제니게바 (1970년)
- 명탐정 코난 (1994년) - 군마현청
- 이니셜D (1995년) - 시부카와시
- 허니와 클로버 (2008년) - 안나카시
- 일상 (2006년)
- 악의 꽃 (2009년) - 기류시
- SOUL CATCHER(S) (2013년)
- 너는 아직 군마를 모른다 (2013년)

### 애니메이션
- 짱구는 못말려 극장판: 핸더랜드의 대모험 - 기류시
- 허니와 클로버 - 안나카시
- 명탐정 코난: 칠흑의 추적자 - 안나카시
- 나는 친구가 적다 - 군마현청 앞
- 마법소녀 마도카☆마기카 - 이세사키시
- 악의 꽃 - 기류시
- 우주보다 먼 곳 - 다테바야시시

## 같이 보기
- 군마 교향악단